# Shan'ge
Les shan'ge (chinois : 山歌 ; litt. « Chansons des montagnes ») sont un genre de chanson folklorique chinoise, populaires dans les régions montagneuses de l'empire du Milieu. 

## Caractéristiques
Créées à l'origine par des peuples d'origine non chinoise, ils sont également adaptés à la culture Han au fil du temps. Les thèmes des shan'ge sont généralement centrés sur l'amour ou le travail. Les chants eux-mêmes sont issus d'appels lancés à des personnes se trouvant sur des sommets voisins.
Il existe plusieurs variétés régionales de shan'ge : hua'er (花儿, Gansu, Ningxia et Qinghai), xintianyou/shanqu (信天游/山曲, Shaanxi et Shanxi), zhengjinghong (挣颈红, Anhui), xingguo (Jiangxi), hengyang (Hunan), et hakka (Guangdong). Chez les Tibétains, un type de chant appelé lalu est populaire, chez les Miao il est appelé fenge, tandis que chez les Mongols il est appelé changdiao (长调), ainsi qu'une variante appelée chao'er, jouée uniquement lors de cérémonies.